# 1966-os magyar gyeplabdabajnokság
Az 1966-os magyar gyeplabdabajnokság a harminchatodik gyeplabdabajnokság volt. A bajnokságban hat csapat indult el, a csapatok két kört játszottak.

## Tabella
| #  | Csapat              | M  | Gy | D | V | G+ | G- | P  |
| -- | ------------------- | -- | -- | - | - | -- | -- | -- |
| 1. | Bp. Építők          | 10 | 7  | 3 | 0 | 11 | 0  | 17 |
| 2. | Bp. Postás          | 10 | 6  | 2 | 2 | 16 | 8  | 14 |
| 3. | Kőbányai Sörgyár SK | 10 | 6  | 1 | 3 | 18 | 7  | 13 |
| 4. | BVSC                | 10 | 4  | 3 | 3 | 11 | 11 | 11 |
| 5. | Budai Pedagógus     | 10 | 1  | 2 | 7 | 3  | 12 | 4  |
| 6. | Gödöllői Vasas      | 10 | 0  | 1 | 9 | 2  | 23 | 1  |

* M: Mérkőzés Gy: Győzelem D: Döntetlen V: Vereség G+: Ütött gól G-: Kapott gól P: Pont